# Die Frau ohne Seele
Die Frau ohne Seele er en tysk stumfilm fra 1920 af Léo Lasko.

## Medvirkende
- Edith Meller som Irene von Mengern
- Werner Krauss som Stephan Wulkowitz
- Alfred Abel som Gunar Magnussen
- Kurt Ehrle som Fabrikdirektor Brockmann
- Ferry Sikla som Bankier Steinberg
- Dora Tillmann som Lissy
- Dorrith van der Wyk som Anneliese
- Anna von Palen som Frau von Waldburg
- Marga Köhler